# Mazda5

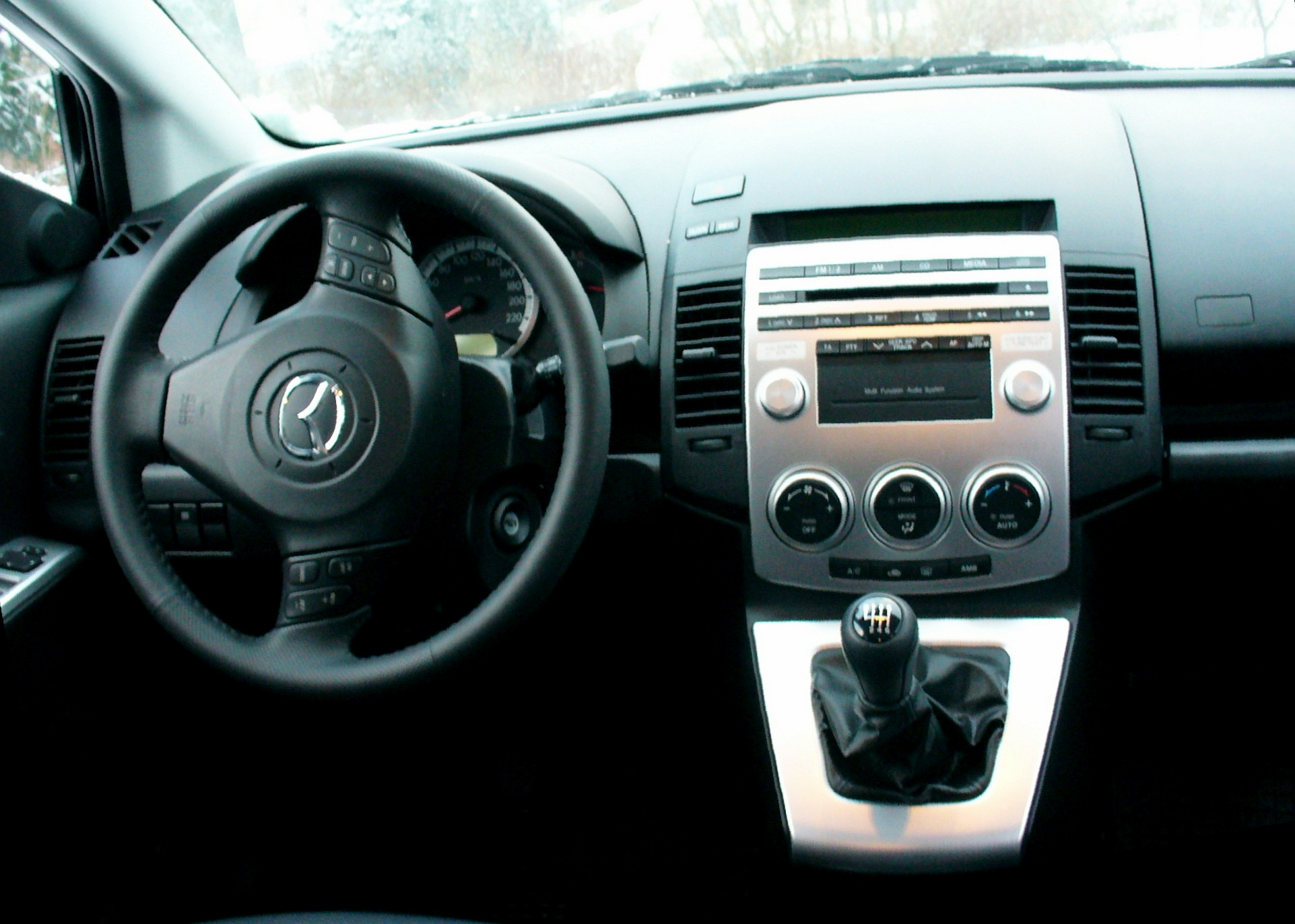
Interieur

De Mazda5 is een compacte MPV van de Japanse autofabrikant Mazda.
Het model is tussen de Mazda3 en de Mazda6 gepositioneerd. De Mazda5 is de opvolger van de Mazda Premacy, die in 2004 op de Autosalon van Parijs werd gepresenteerd. Het model staat op het wereldwijd gebruikte Ford C1 platform, wat betekent dat de auto veel onderdelen deelt met de Mazda3. Het meest is de auto echter verwant met de compacte MPV van Ford, de C-MAX. Een verschil is wel, dat de MAZDA5 schuifdeuren aan de zijkant heeft en de Ford conventionele. In het interieur zijn zeven zitplaatsen te maken met Mazda's 'Karakuri'-systeem. Met dit systeem is het mogelijk om tussen de buitenste zitplaatsen in een extra zitplek(je) of een tafel te creëren.

## Model 2008
|  |
|  |

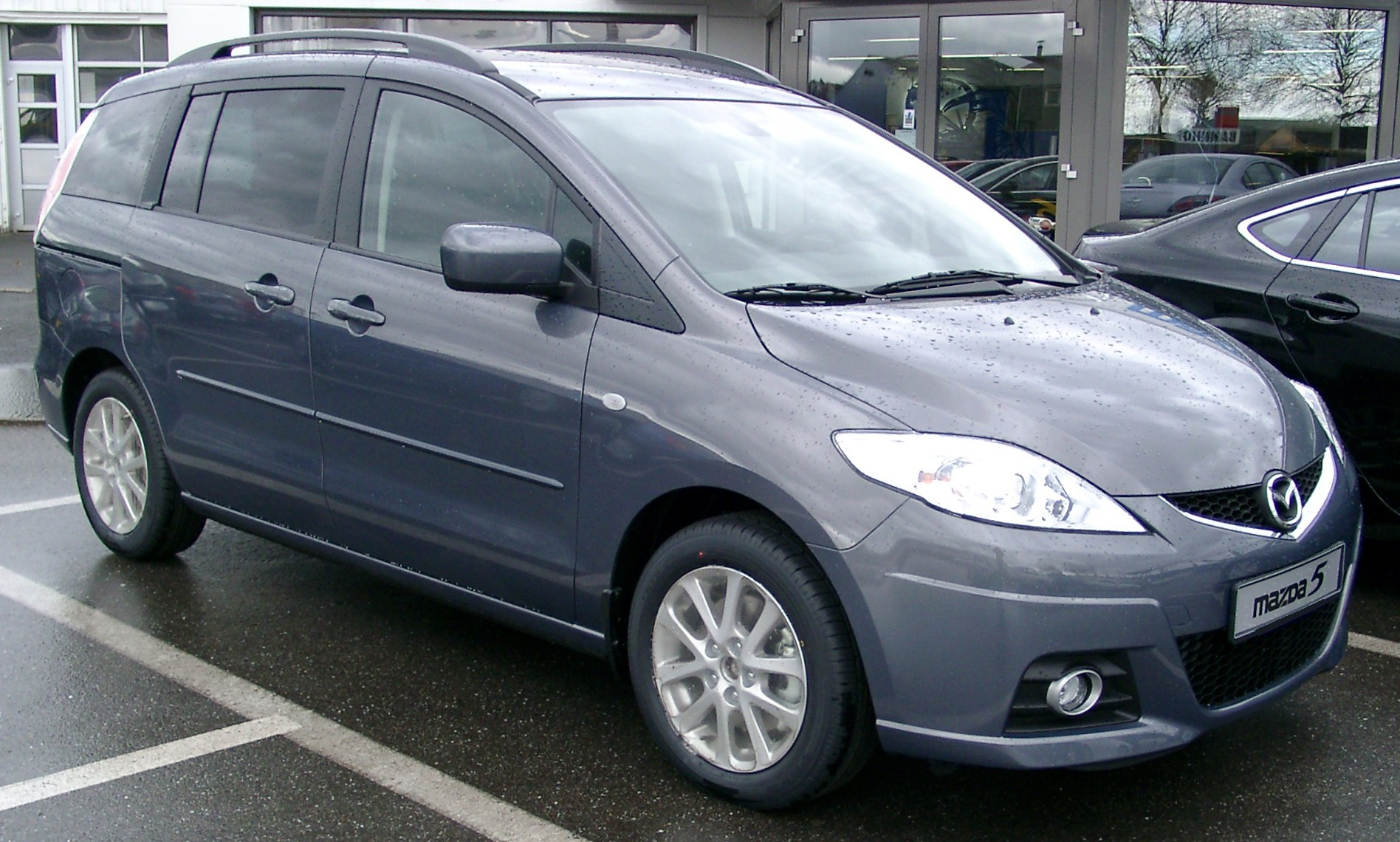
Facelift

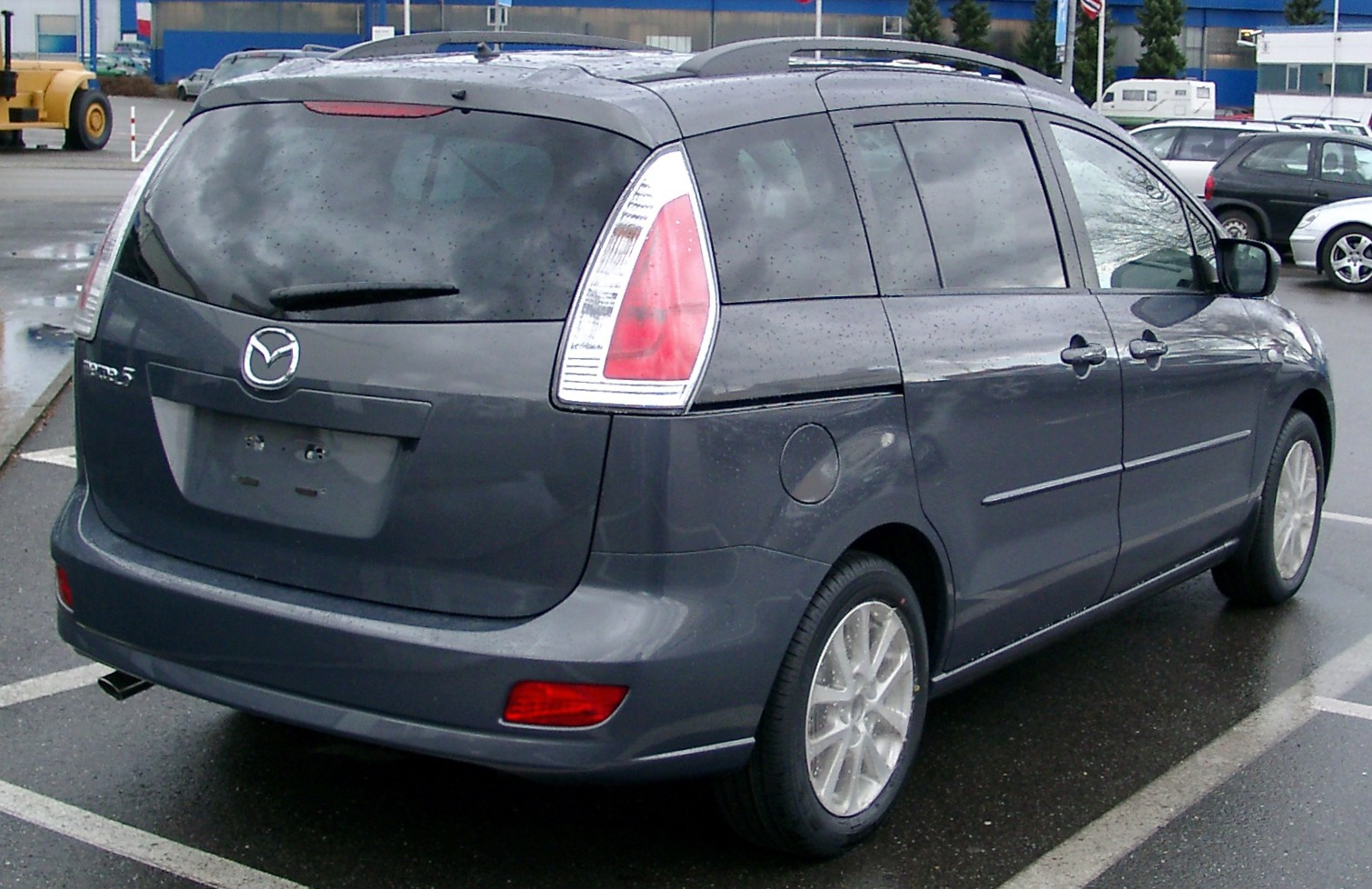
Facelift

Na drie jaar op de markt te zijn geweest, presenteerde Mazda op 7 december 2007 op de Bologna Motor Show de gefacelifte versie, die sinds het tweede kwartaal van 2008 op de markt is. Er is een aantal subtiele wijzigingen doorgevoerd in het exterieur. De belangrijkste veranderingen zijn een nieuw vooraanzicht door de nieuwe grill, luchtinlaat en een spoiler. Verder werden de bumper en lichten aan de achterkant van de auto aangepast. Ook de lichtmetalen velgen werden van design veranderd.
Ook het interieur werd gewijzigd. In de auto is een nieuw dvd-navigatiesysteem geplaatst, voorzien van een 7" multifunctioneel touchscreen beeldscherm, dat is geïntegreerd in het centrale deel van het dashboard. Mazda ontwikkelde hiervoor een nieuw navigatie- en audiosysteem, met standaard AUX-ingang en een opbergplaats voor het aansluiten van een mp3-speler. Ook is het sinds de facelift mogelijk om de Mazda uit te rusten met een Bluetooth carkit.

Wat de techniek betreft zijn er nieuwe schokdempers vóór die moeten zorgen voor een verbeterde rijdynamiek. Ook werd de wielophanging verbeterd. Ook is er een nieuw ontworpen resonantiekamer in het inlaatsysteem van de frisse lucht, wat moet zorgen voor minder motorgeluid in het interieur. Ook is het dakisolatiemateriaal verbeterd.